# Un giorno... per caso
Un giorno... per caso (One Fine Day) è un film commedia del 1996 diretto da Michael Hoffman con Michelle Pfeiffer e George Clooney. Il titolo della pellicola deriva dalla canzone del 1963 One Fine Day dei The Chiffons.

## Trama
Melanie Parker è un architetto, divorziata dal musicista Eddie e madre single del piccolo Sammy, che cerca di rassicurare in tutti i modi che suo padre ci sarà sempre per lui. La sua giornata inizia nel peggiore dei modi quando lei e Jack Taylor, giornalista del Daily News, anch'egli padre divorziato e single, la cui ex-moglie Kristen è partita in luna di miele con il nuovo marito e gli ha affidato la figlia Maggie, ritardano contemporaneamente nel portare i propri figli alla gita scolastica in barca. I due genitori, nonostante si siano appena conosciuti e pur provando antipatia reciproca, sono costretti ad aiutarsi dandosi il cambio nella gestione dei bambini poiché, al contempo, devono mantenere gli impegni lavorativi. Nella confusione del momento, i due si scambiano involontariamente i telefoni ricevendo, quindi, l’uno le chiamate dell’altra.
Melanie deve fare la presentazione di un progetto per un cliente molto importante, nel frattempo Jack deve trovare una fonte per uno scoop sulle connessioni della mafia con il sindaco di New York. Intanto, mentre Sammy gioca con le macchinine nell’atrio dell’azienda in cui lavora la madre, quest’ultima sta dirigendosi nell’ufficio del capo ma inciampa nella propria borsa e cade rovinosamente sopra il plastico in scala. Per tentare di portare il progetto allo stato originale, Melanie dovrà recarsi presso dei professionisti in un laboratorio in centro. 
Successivamente, i due genitori portano i rispettivi figli nello stesso asilo nido e si rincontrano. Dopo aver recuperato il plastico al laboratorio, Melanie va nel panico quando riceve la telefonata di Sammy che si lamenta di un bambino in possesso di LSD all’interno dell’asilo. È così costretta a chiedere l'aiuto di Jack, il quale accetta di andare a riprenderli a condizione che poi lei li prenda in custodia dalle 15:15.
Mentre è affidata a Melanie, Maggie scompare per seguire un gatto a cui si è affezionata. Disperata, Melanie va alla stazione di polizia per denunciarne la scomparsa, per poi raggiungere Jack alla conferenza stampa del sindaco in comune. Jack viene poi chiamato dalla polizia, che nel frattempo ha localizzato Maggie, proprio mentre sta raggiungendo la conferenza stampa. Dopo aver recuperato la figlia ed essere arrivato appena in tempo in comune, Jack riesce ad affrontare il sindaco denunciando la presente corruzione tra lui e la mafia, grazie ad una fonte incontrata poco prima, vale a dire la testimonianza della signora Liebermann, moglie del commissario dei servizi igienici, e in questo modo si salva dal licenziamento.
Melanie e Jack si ritrovano così a portare sia Sammy che Maggie, in taxi, a una partita di calcio alla quale partecipano entrambi i bambini. Lei però, essendo stata invitata ad un aperitivo dal cliente, rischia di far arrivare in ritardo il figlio alla partita; per fortuna, mostrando un atto di coraggio che stupisce il cliente stesso, Melanie decide per la prima volta di lasciar perdere il lavoro in favore della felicità del suo bambino.
Alla partita, Melanie incontra l'ex-marito Eddie, il quale ammette, con grande delusione di lei, che non potrà stare con Sammy durante l'estate, poiché andrà in tour con Bruce Springsteen. Quella sera, Jack cerca un pretesto per poter tornare da Melanie, così prende insieme a Maggie alcuni pesci rossi per sostituire quelli mangiati nel corso della giornata dal gatto del suo capo. Sammy, infatti, ha bisogno di quei pesci, per sostituire quelli appartenenti alla scuola, e a lui affidati.
A casa di Melanie, i bambini guardano un film in televisione, mentre lei e Jack condividono un goffo primo bacio. Lei poi va in bagno per rinfrescarsi, ma quando torna trova un Jack esausto che dorme sul divano. I due si addormentano insieme, con i rispettivi figli accanto che li osservano felici.

## Produzione

### Cast
Inizialmente la regia voleva Kevin Costner o Tom Cruise per interpretare Jack Taylor, ma alla fine la scelta ricadde su George Clooney.

### Riprese
Il film è stato girato in 44 diversi punti di Manhattan.

## Colonna sonora
La colonna sonora del film si intitola One Fine Day: Music From The Motion Picture. L'album ha raggiunto la #57 posizione della Billboard 200 nel 1997. La tracklist include 14 brani:
1. One Fine Day – Natalie Merchant
2. The Boy from New York City – The Ad Libs
3. For the First Time (Kenny Loggins)|For the First Time – Kenny Loggins
4. Mama Said – The Shirelles
5. Someone Like You – Shawn Colvin
6. Love's Funny That Way – Tina Arena
7. Have I Told You Lately – Van Morrison
8. The Glory of Love – Keb' Mo'
9. What a Difference a Day Made – Tony Bennett
10. Isn't It Romantic? – Ella Fitzgerald
11. This Guy's in Love with You – Harry Connick, Jr.
12. Just like You – Keb' Mo'
13. One Fine Day – The Chiffons
14. Suite From One Fine Day – James Newton Howard

## Distribuzione
Il film è stato distribuito dalla 20th Century Fox e distribuito nelle sale americane a partire dal 20 dicembre 1996.

## Accoglienza
Il film ha incassato complessivamente 97 milioni e mezzo di dollari in tutto il mondo, divenendo quindi un buon successo al botteghino. Anche la critica diede alla pellicola alcuni buoni pareri, e in particolare venne apprezzata la colonna sonora e la prestazione dell'attrice protagonista Michelle Pfeiffer. Il film è stato anche nominato agli Oscar per la migliore canzone (For the First Time).

## Riconoscimenti
- 1997 - Premio Oscar
  - Nomination Miglior canzone (For the First Time) a James Newton Howard, Jud Friedman e Allan Dennis Rich
- 1997 - Golden Globe
  - Nomination Miglior canzone originale (For the First Time) a James Newton Howard, Jud Friedman e Allan Dennis Rich
- 1998 - Grammy Award
  - Nomination Miglior canzone (For the First Time) a James Newton Howard, Jud Friedman e Allan Dennis Rich
- 1997 - Blockbuster Entertainment Awards
  - Miglior attrice in un film commedia/romantico a Michelle Pfeiffer
- 1997 - Kids' Choice Awards
  - Nomination Miglior attrice per un film a Michelle Pfeiffer